# Crinum purpurascens
Crinum purpurascens es una planta herbácea perteneciente a la familia de las amarilidáceas. Es originaria de África.

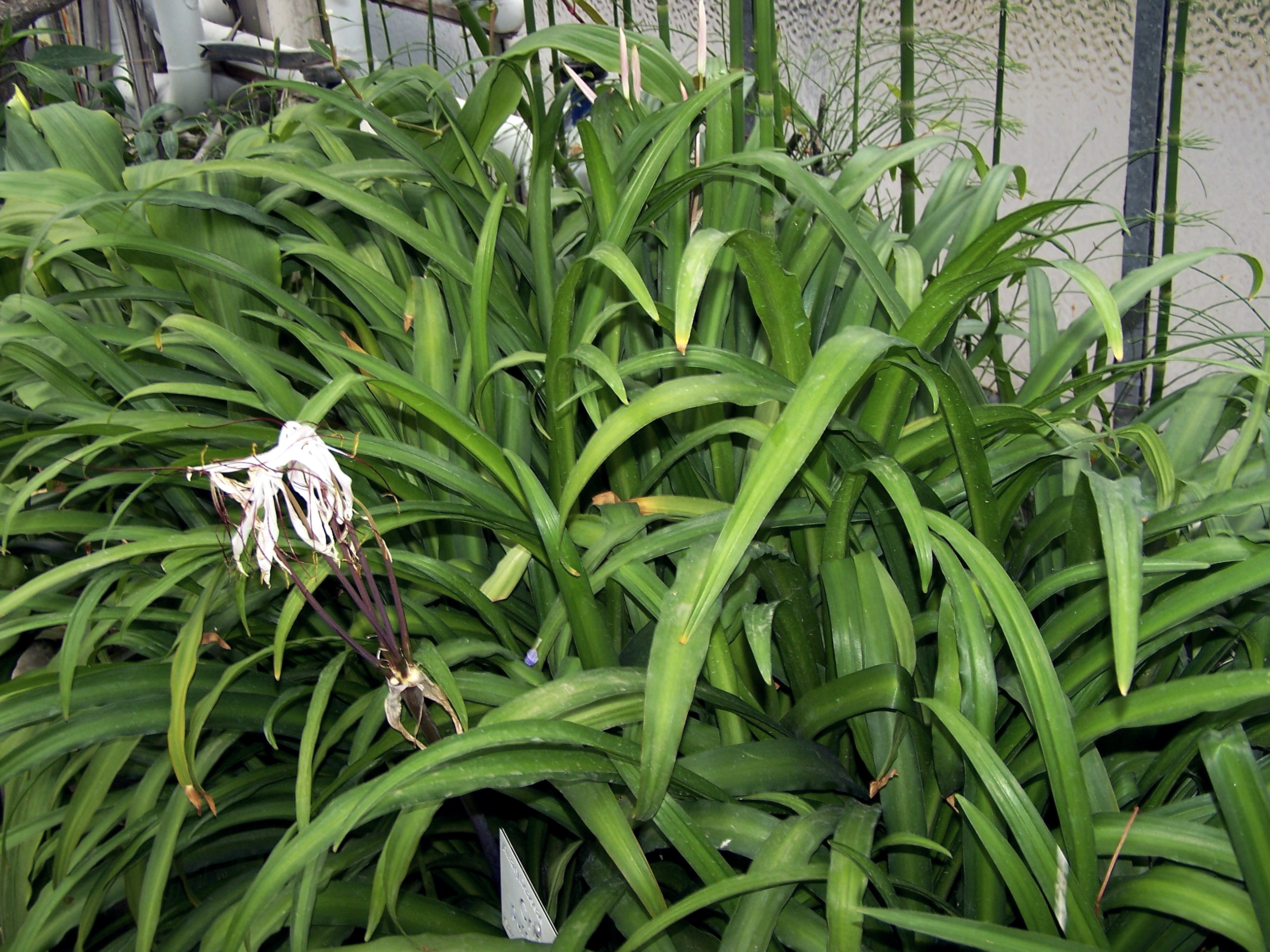
Vista de la planta

## Descripción
Es una planta acuática con un bulbo pequeño y estrecho, ovoide, con muchas raíces largas y  fibrosas. Produce al menos 20 hojas, sumergidas, en forma de cintas, membranosas, de 90 cm de largo, y 3 a 5 cm de ancho. La inflorescencia, con perianto y estambres como en Crinum natans, Herb., pero menos gruesos.

## Distribución
Se encuentra en Guinea, Fernando Poo y Camerún.

## Taxonomía
Crinum purpurascens fue descrita por el botánico, poeta, y clérigo inglés, William Herbert y publicado en Amaryllidaceae: 250, en el año (1837)
Etimología
Crinum: nombre genérico que deriva del griego: krinon = "un lirio".
purpurascens: epíteto latino que significa "de color púrpura".
Sinonimia
- Crinum purpurascens var. angustilobium De Wild.[7]